# PAL

アナログテレビ放送形式（PALは青色■）

PAL（英: phase alternating line、位相反転線）とはカラーコンポジット映像信号の規格である。
開発した西ドイツ（当時）を中心にヨーロッパ、ASEAN諸国の大部分、中東の大部分、アフリカの一部、ブラジル、オーストラリアなどで採用されている。
日本の国際テレビ放送では、海外向けテレビ国際放送のNHKワールドTVでは本国で採用されているNTSC方式に加えてPAL方式を日本で唯一採用している。

## 特徴
PALはドイツのヴァルター・ブルッフによって開発され、1967年に最初の放送が始まった。名が表す通り走査線毎に色信号の位相を反転しており、ある程度の位相エラーを自動的に補正して色を出すことが出来る。NTSCでは受信機の色合い補正を手動で行う必要があり、これが技術者がジョークとしてNTSCを never twice the same color（二度と同じ色は出ない）と言ったり、PALを perfect at last（ついに完全に）とか peace at last （ついに安らぎが）と言ったりする理由である。しかし、位相エラーが大きいときには補正が利かなくなり、Hanover bars（） と呼ばれる縞模様を出して破綻する。なお、現在はこれを補正する規格に変更されている。
テレビ放送の歴史的経緯としては、まず白黒放送が始まり、その映像信号および放送波と後方互換および前方互換を持つような仕様のPAL、NTSCカラー等のカラー規格が制定された。
白黒放送の段階で世界各国のテレビ放送の規格は、日米を中心とする走査線525本・毎秒60フィールドの規格と欧州を中心とする走査線625本・毎秒50フィールドの規格に分かれていた。後に制定されたカラー放送規格では、米国でNTSCが、欧州の大部分でPALが採用されたため、PAL方式のカラー放送は、走査線625本・毎秒50フィールドが多数派ではあるが、PALはあくまでもカラー信号に関する規格であって、走査線やフィールド数まで規定している訳ではない。例えば、白黒放送に米国方式を採用していた南米地域は、カラー信号規格はPALを採用したので、走査線525本・毎秒60フィールドのPAL方式も存在する。
通常のPALは、1フレームあたり625本の走査線で1秒当たり25フレームの信号で放送され、NTSC同様飛び越し走査による表示を行う。各フレームは2つのフィールドで構成され、各フィールドは1フレームの約半分の走査線で構成される（片方は偶数ラインで、もう片方は奇数ラインで構成される）。フィールドは伝送され連続して表示される。1秒あたり50フィールドで表示されることになる。この構造は、フリッカー防止と帯域幅節約との妥協案で生まれた。
PALには多くのバリエーションがある。PAL-MはNTSCとPALの混合とでも言える規格で、走査線525本で60Hzとなり、ブラジルで使われている。PAL-NはPALを狭帯域で使う規格でアルゼンチン、パラグアイ、ウルグアイで使われている。PAL-Iはイギリスで使われている方式である。その他のPALを使うヨーロッパの国では、PAL-B/Gという規格が使われている。PAL60という規格は、NTSCのように1秒間に59.94フィールドを表示している。これは正式な放送規格としては存在しないが、NTSCで録画されたVTRやDVDをPALのTVで表示するために考案され、広く利用されている。

### PAL信号の詳細
PAL-B/G の場合、次の特性がある。
水平同期は以下の通りである。
| パラメータ         | 値                |
| ------------------ | ----------------- |
| 帯域幅             | 5 MHz             |
| 水平同期特性       | 負                |
| 各ラインの合計時間 | 64.000 μs         |
| フロントポーチ(A)  | 1.65+0.4 −0.1 μs  |
| 同期パルス (B)     | 4.7±0.20 μs       |
| バックポーチ (C)   | 5.7±0.20 μs       |
| アクティブ (D)     | 51.95+0.4 −0.1 μs |

(合計水平同期時間12.05 µs)
垂直同期は以下の通りである。
| パラメータ             | 値                  |
| ---------------------- | ------------------- |
| バーティカルバー       | 312.5 (合計625)     |
| 有効なバーティカルバー | 288 (合計576)       |
| 垂直同期極性           | 負 (バースト)       |
| 垂直周波数             | 50 Hz               |
| 同期パルス長 (F)       | 0.576 ms (バースト) |
| アクティブ(H)          | 18.4 ms             |

(合計垂直同期時間 1.6 ms)

サウンドキャリアと組み合わせてRFキャリアに変調する前に、システムMおよびNで使用されるコンポジットビデオ（CVBS）信号。

PALはインターレスであり、2つのフィールドを合わせて完全な画像フレームになる。
ルミナンス, {\displaystyle Y}は赤、緑、青({\displaystyle R'G'B'}) signals:の信号から生成される。
- {\displaystyle Y=0.299R'+0.587G'+0.114B'}

{\displaystyle U} と{\displaystyle V} が使用しクロミナンスを送信する。それぞれの帯域幅は1.3MHzである。
- {\displaystyle U=0.492(B'-Y)}
- {\displaystyle V=0.877(R'-Y)}

複数PAL信号 {\displaystyle =Y+U\sin(\omega t)+V\cos(\omega t)+}timing where {\displaystyle \omega =2\pi F_{SC}}.
サブキャリア周波数 {\displaystyle F_{SC}} PAL-B/D/G/H/I/Nの場合、4.43361875 MHz (±5 Hz) 。

## PAL使用国・地域一覧

### PAL B/GまたはPAL D/K

#### ヨーロッパ
- アルバニア
- アセンション島（英領）
- オーストリア
- アゾレス諸島（ポルトガル領）
- ベルギー
- ボスニア・ヘルツェゴビナ
- カナリア諸島（スペイン領）
- クロアチア
- デンマーク
- エストニア
- フェロー諸島（デンマーク領）
- フィンランド
- ドイツ
- ジブラルタル（英領）
- ギリシャ
- グリーンランド（デンマーク領）
- アイスランド
- イタリア
- ラトビア
- リヒテンシュタイン
- リトアニア
- ルクセンブルク
- 北マケドニア共和国
- マデイラ諸島（ポルトガル領）
- マルタ
- オランダ
- ノルウェー
- ポーランド
- ポルトガル
- アイルランド
- ルーマニア
- セルビア
- モンテネグロ
- スロベニア
- スペイン
- スウェーデン
- スイス
- トリスタンダクーニャ（英領セントヘレナ）
- トルコ
- バチカン

#### アジア
- アフガニスタン
- バーレーン
- バングラデシュ
- ブルネイ
- 中華人民共和国
- キプロス
- ドバイ（アラブ首長国連邦）
- パレスチナ自治区
- インド
- インドネシア
- イスラエル
- ヨルダン
- クウェート
- レバノン
- マレーシア
- モルジブ
- ネパール
- 朝鮮民主主義人民共和国
- オマーン
- パキスタン
- カタール
- シンガポール
- スリランカ
- シリア
- タイ
- トルコ
- アラブ首長国連邦
- ベトナム
- イエメン

#### 南アメリカ
- フォークランド諸島（英領）

#### アフリカ
- アルジェリア
- アンゴラ
- エスワティニ
- ボツワナ
- カメルーン
- カーボベルデ
- エリトリア
- エチオピア
- ガンビア
- ギニア
- ギニアビサウ
- ケニア
- レソト
- リベリア
- マラウイ
- モザンビーク
- ナミビア
- ナイジェリア
- セイシェル
- スーダン
- タンザニア
- ウガンダ
- ザンビア
- ジンバブエ
- シエラレオネ

#### オセアニア
- オーストラリア
- クリスマス島
- クック諸島（ニュージーランド領）
- イースター島（チリ領）
- ニュージーランド
- ノーフォーク島（オーストラリア連邦政府が管理する特別地域）
- パプアニューギニア
- ソロモン諸島
- トンガ
- バヌアツ

### PAL-I

#### ヨーロッパ
- イギリス

#### アジア
- 香港（中国特別行政区）
- マカオ（中国特別行政区）

#### アフリカ
- 南アフリカ共和国

### PAL-M

#### 南アメリカ
- ブラジル - NTSC & PAL-M

#### アジア
- ラオス - SECAM & PAL-M

### PAL-NまたはPAL-CN

#### 南アメリカ
- アルゼンチン
- パラグアイ
- ウルグアイ

## 関連事項
- 世界の放送方式
- NTSC
- SECAM